# El Colegio Mexiquense
El Colegio Mexiquense A.C. es una institución mexicana considerada un centro público de investigación, docencia y divulgación del conocimiento en las áreas sociales y humanísticas, particularmente, centra su atención en los sectores prioritarios de desarrollo económico y social del Estado de México.

## Fundación
El Colegio Mexiquense fue fundado en 1986 por iniciativa del Gobierno del Estado de México y El Colegio de México. Se encuentra en la hacienda de Santa Cruz de los Patos en Zinacantepec. Es parte de los veintisiete centros públicos de investigación del Consejo Nacional de Ciencia y Tecnología (Conacyt), además, El Colegio Mexiquense forma parte de la Red de Colegios y Centros de Investigación en Ciencias Sociales, en donde participan El Colegio de México, El Colegio de Michoacán, El Colegio de Sonora, El Colegio de la Frontera Norte, El Colegio de San Luis, El Colegio de la Frontera Sur, El Colegio de Jalisco,  el Centro de Investigación y Docencia Económicas (CIDE), el Instituto de Investigaciones Dr. José María Luis Mora, el Centro de Investigación y Estudios Superiores en Antropología Social (CIESAS) y el Centro de Investigación en Geografía y Geomática "Ing. Jorge L. Tamayo".

## Docencia e investigación
Desde 1987, la institución cuenta con la maestría en Ciencias Sociales en Desarrollos Municipal, y desde 2001 con el doctorado en Ciencias Sociales en modalidad tutorial. 
Las líneas de investigación de El Colegio Mexiquense son: Historia social y económica; historia de la educación; historia prehispánica, colonial, moderna y contemporánea; investigación y publicación de códices mexiquenses; cultura y sociedad; población y trabajo; desarrollo social; políticas públicas; y estudios socioespaciales. 

## Biblioteca y difusión
Desde el 30 de julio de 1991 cuenta con la Biblioteca Fernando Resenzweig, bautizada en honor al economista, diplomático e historiador mexiquense. En 2010, la biblioteca recibió 226 títulos de la Biblioteca Mexiquense del Bicentenario (BMB).
Los resultados de investigación de El Colegio Mexiquense son dados a conocer a través de notas periodísticas, carteles, programas de radio, programas de televisión, entrevistas, conferencias, simposios y talleres. Asimismo con la Gaceta de Ciencias Sociales y Humanidades y la Revista Económica Sociedad y Territorio (EST).